# Olympische Jugend-Sommerspiele 2010/Teilnehmer (Mauretanien)
| Gelbes Symbol für Goldmedaillen mit stilisierten Olympischen Ringen | Graues Symbol für Silbermedaillen mit stilisierten Olympischen Ringen | Braundes Symbol für Bronzemedaillen mit stilisierten Olympischen Ringen |
| ------------------------------------------------------------------- | --------------------------------------------------------------------- | ----------------------------------------------------------------------- |
| —                                                                   | —                                                                     | —                                                                       |

Die Jugend-Olympiamannschaft aus Mauretanien für die I. Olympischen Jugend-Sommerspiele vom 14. bis 26. August 2010 in Singapur bestand aus vier Athleten.

## Athleten nach Sportarten

### Leichtathletik
| Mädchen - Aichetou Kone M'Bodj 200 m: DNS (Finale) - Aicha Fall 1000 m: DNS (Finale) | Jungen - Mohamed Ould Medhadtt 100 m: DNS (Finale) - Saleck Khattat 3000 m: disqualifiziert (Vorlauf und Finale) |